# Leyte
Leyte a Visayan-szigetek tagja, a Fülöp-szigetek középső részén. Területe 7368 km², lakossága 2,19 millió fő volt 2010-ben. Samar szigetétől délnyugatra fekszik, a két szigetet híd köti össze.
A tengerparti síkságokon rizst, kukoricát, cukornádat termesztenek.
Leytén gyakoriak a nagy esőzések és a csendes-óceáni tájfunok.
Közigazgatásilag két tartományra van osztva:
- (Észak-) Leyte (Hilagang Leyte). Székhelye Tacloban, a sziget legnagyobb városa (221 ezer lakos 2010-ben).
- Dél-Leyte (Habagatang Leyte). Székhelye Maasin (81 ezer lakos 2010-ben).

1944. okt. 20-án Taclobantól délre amerikai harci repülőgépek szálltak le, majd 1 hét múlva döntő csapást mértek a japán flottára a Leyte-öbölben. (lásd: Tengeri csata a Leyte-öbölben)

## Fordítás
- Ez a szócikk részben vagy egészben  a   Leyte című angol Wikipédia-szócikk fordításán alapul.  Az eredeti cikk szerkesztőit annak laptörténete sorolja fel. Ez a jelzés csupán a megfogalmazás eredetét és a szerzői jogokat jelzi, nem szolgál a cikkben szereplő információk forrásmegjelöléseként.
- Ez a szócikk részben vagy egészben  a   Leyte című német Wikipédia-szócikk fordításán alapul.  Az eredeti cikk szerkesztőit annak laptörténete sorolja fel. Ez a jelzés csupán a megfogalmazás eredetét és a szerzői jogokat jelzi, nem szolgál a cikkben szereplő információk forrásmegjelöléseként.